# 馬自達MX-81
馬自達MX-81（日语：マツダ・MX-81；Mazda MX-81）是一款由日本馬自達汽車公司開發的概念車。

## 概要
歷經1973年石油危機及1979年石油危機兩次能源危機後，日本製造、比較省油的小型車在全球無往不利。比如1980年全日本車廠總共出產703萬8千輛汽車，勝過美國車廠的637萬6千輛。在這種成功背景的催化下，日本車廠陸續推出天馬行空的夢幻概念車。
1981年第24屆東京車展上，馬自達發表了名為MX-81的概念車。這部雙門四人座的夢幻概念車由義大利博通汽車公司（Gruppo Bertone）首席設計師馬克·德尚（Marc Deschamps）操刀，以第四代323之底盤為基礎，大面積玻璃雙門、上掀啟閉式頭燈組（retractable headlight）等新潮的外型吸引不少年輕族群的目光。縱然當時馬自達並未公布其規格數據，但是MX-81所要展現的是科技概念：
1. 可旋轉式前乘客座：方便前座乘客上下車，且防止穿著短裙的女性走光。此外，這種座椅設計正是目前福祉車輛（殘障人士使用的交通工具）的標準配備。
2. 映像管螢幕：可顯示各種行車資訊，並以立體圖像顯現。
3. 方向盤：以類似皮帶所組成。

1989年問世的323 Astina五門快背式轎車，運用了不少MX-81的概念。也由於其時髦流線的車身外觀，在歐洲市場獲得了好評。

## 內部連結
- 馬自達323 Astina

## 外部連結
- AutoNet汽車日報：日本名車系列（205）：MAZDA MX-81 Concept（1981） （页面存档备份，存于）